# Dolerus aericeps
Dolerus aericeps är en stekelart som beskrevs av Thomson 1871. Dolerus aericeps ingår i släktet Dolerus, och familjen bladsteklar. Arten är reproducerande i Sverige.